# Историја народа енглеског говорног подручја
Историја народа енглеског говорног подручја је серијал књига, објављен у четири тома, о историји Британије и њених бивших колонија и поседа широм света, који је написао Винстон Черчил. Серијал покрива период од Цезарове инвазије Британије (55. п. н. е.) до почетка Првог светског рата (1914. године). Черчил је започео писање 1937. и објавио га у периоду од 1956. до 1958. Објављивање је одлагано неколико пута због Другог светског рата и Черчиловог рада на другим текстовима.

## Писање и објављивање
Черчил, који је волео историју као дете и чија мајка је била американка, је имао чврсту веру у такозван "посебан однос" између народа Британије са Комонвелт нација (Нови Зеланд, Канада, Аустралија, Јужноафричка република итд.) уједињеним под круном, као и са људима САД који су отишли својим путем.
На предлог издавача, Черчил је започео серијал током 1930-их, током периода када није био у влади. Рад је прекинут 1939. године, када је избио Други светски рат и онда када је Черчил именован за премијера. Након завршетка рата 1945. године, Черчил је био заузет, јер је писао своју историју тог рата, а затим је поново био изабран за премијера 1951. и 1955. године. Све до касних 1950-их година, када је Черчил био у раним осамдесетим, није био у стању да заврши посао.
Каснији томови су завршени када је Черчил имао више од осамдесет година. Трећина последњег тома је посвећена војним ситницама Америчког грађанског рата, док се друштвена историја, пољопривредна револуција и индустријска револуција једва помињу. Черчилов политички противник Клемент Атли је предложио да наслов треба да буде "ствари у историји које су ме интересовале."
Упркос овим критикама, књиге су биле бестселери и добиле похвале са обе стране Атлантика. У Дневном телеграму, Ј. Х. Плумб је написао: "Ова историја ће издржати, не само зато што је написао Сер Винстон, већ и због својих врлина - њене наративне моћи. "  Серијал је један од разлога зашто је Черчил добио Нобелову награду за књижевност 1953. године.
Четири тома су:
- Рађање Британије (The Birth of Britain)
- Нови свет (The New World)
- Доба револуције (The Age of Revolution)
- Велике демократије (The Great Democracies)

Ендру Робертс је објавио наставак овог серијала 2006. године, под називом Историја људи који говоре енглески након 1900.